# لايرينت شارفيت
لايرينت شارفيت (8 مايو 1973 ببيزييه في فرنسا - ) (بالفرنسية: Laurent Charvet)‏ هو لاعب كرة قدم فرنسي في مركز الدفاع. لعب مع تشيلسي ومانشستر سيتي ونادي سوشو ونادي كان ونيوكاسل يونايتد.

## وصلات خارجية
- لايرينت شارفيت على موقع رابطة كرة القدم الفرنسية للمحترفين (الإنجليزية)
- لايرينت شارفيت على موقع قاعدة بيانات كرة القدم.إي يو (الإنجليزية)
- لايرينت شارفيت على موقع عالم كرة القدم.نت (الإنجليزية)